# 劣柱蝦總科
劣柱蝦總科（Chirostyloidea）是鎧甲蝦類的兩個組成總科之一（另一組成部分為鎧甲蝦總科）。劣柱蝦總科建立之時，原來由三個科組成，即劣柱蝦科、Eumunididae及基瓦科，但最新的分類已把基瓦科獨立出去成為獨自一個總科。儘管劣柱蝦總科與鎧甲蝦總科的物種在表面上非常相似，事實上劣柱蝦總科的物種相較鎧甲蝦總科的物種更為接近寄居蟹及摩爾螃蟹。至於化石紀錄方面，現時未有化石可以確切認定屬於劣柱蝦總科，儘管Pristinaspina可能是劣柱蝦科或基瓦科的成員。

## 分類
劣柱蝦科（Chirostylidae Ortmann, 1892）
- 劣柱蝦屬（Chirostylus Ortmann, 1892）
- Gastroptychus Caullery, 1896
- Hapaloptyx Stebbing, 1920
- 似折尾蝦屬（Uroptychodes Baba, 2004）
- 折尾蝦屬（Uroptychus Henderson, 1888）

Eumunididae A. Milne-Edwards & Bouvier, 1900
- Eumunida Smith, 1883
- Pseudomunida Haig, 1979

基瓦科（Kiwaidae Macpherson, Jones & Segonzac, 2005，舊屬基瓦總科）
- 基瓦屬（Kiwa Macpherson, Jones & Segonzac, 2005）

## 參看
- 鎧甲蝦總科（Galatheoidea）：鎧甲蝦類的另一大員